# Una cosa rara
Una cosa rara, ossia bellezza ed onestà és una òpera del gènere dramma giocoso, en dos actes, amb música de Vicent Martín i Soler segons un llibret de Lorenzo Da Ponte, basat al seu torn en La luna de la Sierra de Luis Vélez de Guevara. Es va estrenar al Burgtheater de Viena el 17 de novembre de 1786 i constituí un èxit clamorós, fins al punt que un tema de l'obra va ser recollit per Mozart en l'últim acte del seu Don Giovanni (1787).
Va ser estrenada a Barcelona el 1790 i es va repetir el 1793. No és fins al 1992 que s'estrenà a la ciutat natal del compositor, València.
L'obra pertany a l'etapa vienesa de Martin i Soler, on conegué al seu amic i llibretista favorit, Da Ponte, amb el qual obtindrà els grans èxits de la seva carrera. Juntament amb Il burbero di buon cuore (1786) i L'arbore di Diana (1787), aconseguiria un èxit rotund. El públic assitia massivament a totes les funcions, feia allargar les temporades, i fint i tot comprava les seves partitures que eren cantades al carrer. Si a Itàlia era conegut, a Viena va esdevenir una celebritat.
Com a mostra, Una cosa rara es va estrenar el mateix any que Le nozze di Figaro de Mozart. Mentre l'obra de Mozart va tenir 2 representacions, la de Martin i Soler, 78. Les dames començaren a vestir-se alla Cosa Rara és a dir, com els personatges de la trama.
L'acció es desenvolupa en un poble de Sierra Morena, a finals del segle xv.